# Вечори на хуторі біля Диканьки (фільм, 1983)
«Вечори на хуторі біля Диканьки» — український радянський телевізійний фільм-фантазія режисера Юрія Ткаченка на теми ранніх творів Миколи Гоголя, які тісно переплітаються з його біографією. Фільм вийшов у 1983 році на студії телевізійних фільмів «Укртелефільм».

## Сюжет
Наш час. Йде реконструкція заповідника-музею Миколи Гоголя. По території музею йде Оповідач (Олег Янковський), який веде розповідь про особистості Гоголя, його розповіді поступово перетікають у фрагменти творів Миколи Гоголя, які досить тісно переплітаються.

## В ролях
- Олег Янковський — Оповідач
- Наталя Крачковська — тітонька Шпоньки
- Микола Бурляєв — Іван Федорович Шпонька
- Федір Стригун — Сотник
- Костянтин Степанков — Басаврюк
- Сумська Ольга В'ячеславівна
- Вадим Сікорський
- О. Кох, Микола Шутько, Людмила Шевель, Павло Загребельний та ін.

## Творча група
- Сценаристи: Іван Драч, Юрій Ткаченко
- Режисер-постановник: Юрій Ткаченко
- Оператор-постановник: Олександр Мазепа
- Художник-постановник: Микола Рєзник
- Художник по костюмах: П. Гончар
- Художник по гриму: Н. Акопянц
- Хореографія: В. Нероденко
- Композитор: Володимир Бистряков
- Звукооператор: Г. Чупаков
- Режисер: Юрій Некрасов
- Оператори: Володимир Тимченко, Ігор Яковлєв
- Комбіновані зйомки: оператор — Едуард Губський, художник — А. Трифонов
- Монтаж: О. Книженко
- Редактор: О. Гарницька
- Директор картини: Владислав Чащин